# William Richard Bradford
Pour les articles homonymes, voir Bradford (homonymie).
William Richard Bradford est un tueur en série américain qui fut incarcéré à la prison d’État San Quentin pour les meurtres de sa voisine de 15 ans, Tracey Campbell et d’une barmaid, Shari Miller, survenus en 1984. En juillet 2006, le département du sheriff du comté de Los Angeles montra une série de photographies trouvées dans l’appartement de Bradford dans les années 1980, montrant 54 différentes femmes affichant des poses de modèles. Comme Bradford utilisait la promesse d’une carrière de modèle pour leurrer ses victimes, et prit des photos de Miller avant de la tuer, la police croit que Bradford était en fait un tueur en série et que les photographies montraient ses autres victimes dans les instants précédant leur mort. Bradford mourut à l'hôpital de la prison de Vacaville le 10 mars 2008 du cancer,,.

## Crimes
En juillet 1984, alors qu’il était libre sous caution et attendait son procès pour viol, Bradford rencontra Shari Miller, une barmaid dans un établissement de Los Angeles appelé « The Meet Market. » Bradford lui dit qu’il était photographe professionnel et lui offrit de l’aider à monter un book de mannequin. Il l’amena dans un camping isolé dans le désert au nord de Los Angeles (qui était le site du viol dont Bradford attendait le procès), il la photographia dans toutes sortes de poses, puis l’étrangla. Après l’avoir tuée, Bradford découpa ses tatouages et enleva sa blouse ; il transporta alors son corps dans un parking à Hollywood, où il le jeta dans une allée avoisinante. Lorsque le corps fut trouvé, il n’y avait aucun moyen de l'identifier. Miller fut alors enregistrée comme « Jane Doe #60. ».  
Peu après, Bradford persuada sa voisine de 15 ans, Tracey Campbell, qu’elle pouvait être mannequin et l’amena dans le désert, où il la photographia aussi avant de l’étrangler. Il laissa le corps là, couvrant son visage avec la blouse de Shari Miller,.

## Arrestation
Bradford devint suspect lorsque les enquêteurs apprirent qu’il était le dernier à avoir vu Campbell vivante. Cela, de pair avec son procès en suspens pour viol, obligea la police à obtenir un mandat de perquisition pour l’appartement de Bradford ; à l’intérieur, ils trouvèrent les photos de Miller et de Campbell, ainsi que 54 autres photos de femmes non identifiées. La police reconnu les photos de Miller, la « Jane Doe #60 » et arrêta Bradford suspecté de meurtre; utilisant une formation de roches visible sur une des photos de Miller, la police fut en mesure de localiser le site dans le désert où les meurtres s’étaient produits,. En cherchant le site, la police trouva le corps décomposé de Campbell derrière la formation rocheuse,. Peu après, Bradford plaida sans contestation aux accusations de viol pour lesquelles il attendait le procès et fut condamné à huit ans en prison.

## Procès et condamnation
Bradford fut jugé en 1988, procès durant lequel il renvoya son avocat, décidant d’agir à son propre compte. Alors qu'il se défendait lui-même, il n’offrit aucune preuve ou argument pour prouver son innocence. Le procureur qualifia Bradford de tueur en série durant le procès, mais celui-ci n’offrit aucune information sur les meurtres autres que ceux de Miller et Campbell. Dans sa conclusion, Bradford dit implicitement qu’il avait assassiné plusieurs autres femmes en plus de Campbell et Miller : « Pensez à combien vous ne savez rien à propos de moi. Vous avez tellement raison. C’est tout. ».
Le jury déclara Bradford coupable des deux meurtres et le condamna à la peine capitale.

## Temps au quartier général des condamnés à mort
En 1998, Bradford abandonna toutes ses demandes de liberté conditionnelle, déclarant que la vie à San Quentin était devenue insupportable. N’ayant eu aucune représentation légale pendant 10 ans, il engagea un avocat pour l'aider à accelérer le processus de son exécution et commença à écrire des poèmes sur la vie à San Quentin. Sa poésie attira l’attention de la presse qui le nomma Death Row Poet (le poète du quartier des condamnés à mort).
Cinq jours avant son exécution, Bradford dit qu’il avait changé d’avis, proclamant son innocence et déclarant qu’il voulait que le processus d’exécution soit arrêté.

## Événements de 2006
En 2006, la police de Los Angeles s’intéressa soudainement à nouveau au cas de Bradford, publiant une feuille montrant des photographies de visages de jeunes femmes trouvées sur les photos de l’appartement de Bradford,. Les détectives déclarèrent penser que ces femmes pouvaient toutes être des victimes de Bradford. Depuis la parution de ces photos, au moins une femme, la photo numéro 28, fut identifiée comme étant Donnalee Campbell Duhamel, une femme dont le corps décapité fut retrouvé dans un canyon à Malibu en Californie en 1978. Il a été prouvé que Duhamel avait rencontré Bradford dans un bar de Culver City, « The Frigate », quelques jours avant la découverte de son corps.
Les enquêteurs ont également révélé que plusieurs des femmes avaient été identifiées comme des ex-femmes de Bradford, bien que rien ne prouve qu'elles soient mortes, ou que Bradford soit suspecté de les avoir tuées.
Une autre photographie identifiée est celle de la sœur de l’actrice de la série TV Les Experts : Miami, Eva LaRue. Elle est la photo numéro 3. L’épisode Darkroom de CSI: Miami est basé sur cette histoire. Elles se sont toutes deux entretenues avec les services de police et ont été en mesure de donner plus d'informations.
La grande majorité des femmes prises en photo restent non identifiées, elles sont toutes considérées comme des victimes potentielles de viol et/ou meurtre,. La police souhaite la diffusion des photos à l'échelle nationale, Bradford ayant en effet effectué divers séjours dans le Michigan, la Floride, le Texas, l’Oregon, l’Illinois, le Kansas et la Louisiane, et fut inculpé dans plusieurs de ces États. En 1978, il fut accusé d'agression sexuelle dans le Michigan par sa femme, et fut accusé du même crime en 1980 à Valparaiso en Floride.